# Nathan Rosen
Compléments
Nombreuses collaborations avec Albert Einstein
Nathan Rosen est un physicien (né le 22 mars 1909 à Brooklyn - mort le 26 juillet 1995 à Haïfa) qui collabora en 1935 avec Albert Einstein et Boris Podolsky sur l'interprétation de la mécanique quantique. Ils écrivent tous trois en 1935 le fameux article « La description de la réalité physique par la mécanique quantique peut-elle être considérée comme complète ? » (Physical Review, no 47), dit du "paradoxe EPR".
Il collabora également en 1935 avec Albert Einstein sur la théorie du trou de ver (ou pont Einstein-Rosen), théorie selon laquelle un trou noir et un trou blanc (ou fontaine blanche) seraient reliés l'un à l'autre, le trou blanc étant l'exact symétrique d'un trou noir, expulsant de la matière au lieu de l'attirer comme le fait le trou noir.
Il émigre après la Seconde Guerre mondiale en Israël, où il fonde l'Institut de physique du Technion de Haïfa.

## Honneur
L'astéroïde (20078) Nathanrosen est nommé en son honneur.